# Lachmasagar, Chincholi
Lachmasagar là một làng thuộc tehsil Chincholi, huyện Gulbarga, bang Karnataka, Ấn Độ.